# Motorčuna
Il Motorčuna (in russo Моторчуна?) è un fiume della Russia siberiana nordorientale, affluente di sinistra della Lena. Scorre negli ulus (distretti) Olenëkskij e Žiganskij nella Sacha (Jacuzia).

## Descrizione
Nasce dalle estreme propaggini nordorientali dell'altopiano della Siberia centrale, scorrendo successivamente in una sezione del bassopiano della Jacuzia centrale; non ci sono centri urbani lungo il suo corso. I principali affluenti sono il Bjuger-Jurjach (147 km) e  il Kuogas-Ulujbut (132 km), entrambi provenienti dalla sinistra idrografica.
La lunghezza della Motorčuna è di 423 km, l'area del suo bacino è di 9 250 km². Sfocia nella Lena a 606 km dalla sua foce. Il fiume è gelato, mediamente, da metà ottobre a fine maggio/primi di giugno.